# Distorted
Distorted es una banda de doom metal progresivo proveniente de Bat Yam, Israel. 

## Historia
La banda se creó en 1996 y lanzaron dos demos pero fue hasta el año 2002 cuando ellos comenzaron a centrarse más en hacer presentaciones en vivo. En el 2001 la banda lanzó su primer lanzamiento oficial, su EP homónimo, el cual fue seguido por otro EP grabado en el 2003 y lanzado en el 2004, titulado Illusive. Seguidamente de los lanzamientos de ambos EP, la banda comenzó a presentarse en vivo constantemente en los alrededores de Tel Aviv, sirviendo de apoyo a bandas internacionales como Edguy, Destruction y Megadeth, además de bandas locales reconocidas como Betzefer, Salem y Orphaned Land.
En el 2003 y 2004 la banda comenzó a escribir las letras y la música para su álbum debut Memorial el cual fue grabado en el 2005 en el Studio Underground en Suecia. La banda también firmó un contrato con NMC Records en Israel y otro con el sello francés Bad Reputation para distribución internacional. El álbum fue lanzado el 13 de marzo de 2006 en Israel y el 2 de mayo por el resto de Europa, seguido por una gira en Israel y Europa para promocionar el álbum, incluyendo una actuación en el 2007 en el Metal Female Voices Fest en Bélgica y también apoyando a Aborted en su gira europea. El 12 de julio de 2007, la banda firmó un contrato de distribución internacional para tres álbumes con la disquera británica Candlelight Records.

## Influencias
La banda ha citado como sus principales influencias a Opeth, Nevermore, Dark Tranquility y The Gathering, aunque también hay una fuerte influencia de música del medio oriente en sus sonido, similar al de sus compatriotas Orphaned Land.
La vocalista Miri Milman salió de la banda definitivamente a finales del 2008, por motivos personales y diferencias musicales. La banda anunció que su nueva vocalista sería Michal Akrabi.
Michal actuó con la banda en varias presentaciones, incluyendo la ocasión en la telonearon a Draconian en su gira por Israel y en el Hellelujah Metal Fest del 2009 pero fue anunciado el 26 de mayo de ese año que Michal dejaría la banda debido a que tenía que salir fuera de Israel para estudiar música en el Reino Unido. La banda siguió las presentaciones sin ella además de anunciar que ya habían comenzado a escribir material para su tercer álbum el cual será lanzado en el 2010 a través de Candlelight Records.
En marzo de 2010, la banda anunció que su nueva vocalista será una prometedora joven cantante llamada Dor Mazor. El debut de Dor en vivo con la bandafue el 3 de junio de 2010 en el club Barby en Tel Aviv, Israel, teloneando a Swallow the Sun.

## Integrantes

### Actuales
- Dor Mazor - voz (2010–presente)
- Raffael Mor - guitarra, voces guturales (1996–presente)
- Benny Zohar - guitarra (1996–presente)
- Guy Shalom - bajo (1998–presente)
- Amir Segev - batería (2008–presente)

### Pasados
- Miri Milman - voz (1998–2008)
- Michal Akrabi - voz (2008–2009)
- Ori Eshel - batería (1996–2006)
- Matan Shmuely - batería (2006–2007)
- Shaked Furman - batería (2007–2008)

## Discografía

### Álbumes de estudio
- (2006) Memorial
- (2008) Voices from Within

### Sencillos y EP
- (2001) Distorted
- (2004) Illusive

### Demos
- Distorted (1998, tres canciones)
- Demo (2000, dos canciones)